# Elsdon Best

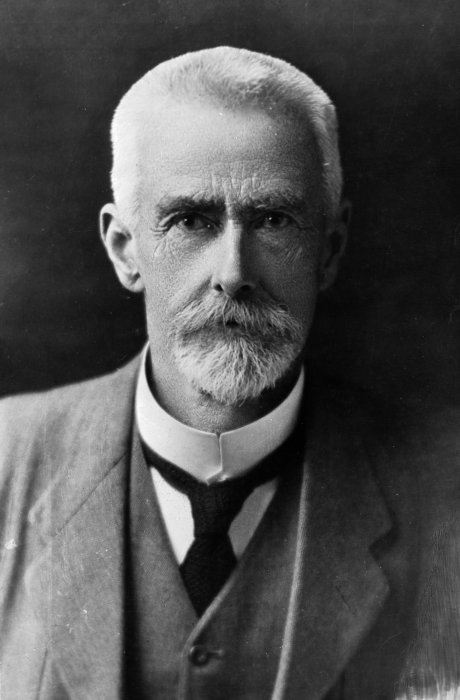
Elsdon Best

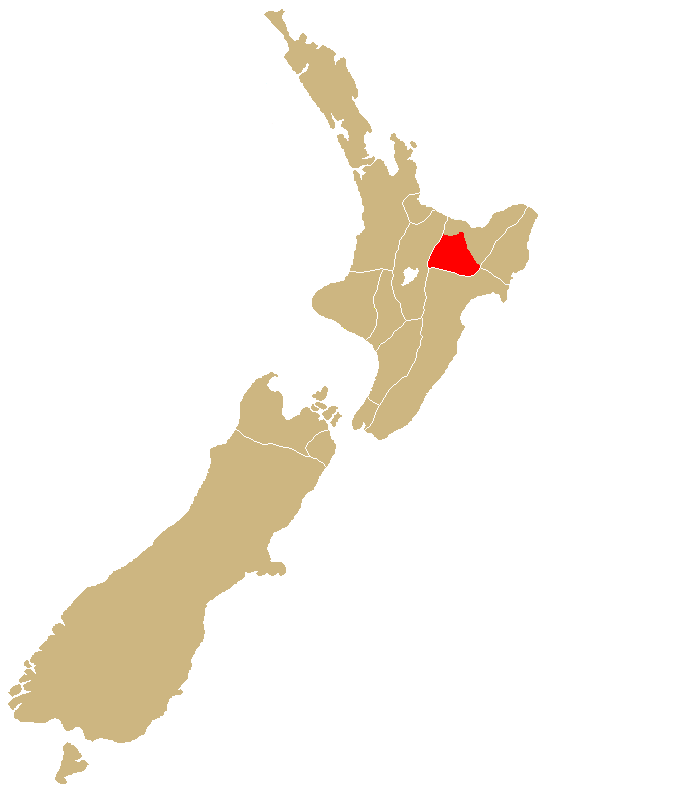
Lage des Ngāi Tūhoe-Gebietes auf der Nordinsel von Neuseeland

Elsdon Best (* 30. Juni 1856 in Tawa Flat, Neuseeland; † 9. September 1931 in Wellington) war ein neuseeländischer Ethnograph und 1892 Mitbegründer der Polynesian Society in Neuseeland sowie ihr Präsident in den Jahren 1922 bis 1924.

## Frühes Leben
Elsdon Best wurde am 30. Juni 1856 als sechstes Kind der Eheleute William Best und Hannah Haynes Nibbs in einem Vorort von Wellington geboren. Die ersten neun Jahre seines Lebens verbrachte er auf der Farm seiner Eltern. Als sein Vater 1865 eine Anstellung als Kassierer in dem Finanzministerium der Kolonie Neuseeland (Colonial Treasury) bekam, zog die Familie nach Wellington. Nach einer 5½-jährigen Schulzeit bestand er das Examen für den öffentlichen Dienst und übernahm 17-jährig eine Tätigkeit im Standesamt der Stadt.

## Verschiedene berufliche Tätigkeiten
Im öffentlichen Dienst hielt er die Zwänge der Büroarbeit nicht länger aus, kündigte nach einem Jahr und zog 1874 an die Poverty Bay, wo er als Farmarbeiter drei Jahre lang sein Lebensunterhalt verdiente.
In den 1870er Jahren war er über Monate hinweg arbeitslos und musste seinen Plan aufgeben, eine Sägemühle zu errichten. Stattdessen zog es ihn nach Taranaki, wo er bei den Landvermessungen und dem Verkauf von Māori-Land half. Im November 1881 beteiligte er sich bei der bewaffneten Polizei an einer Razzia gegen Māori, die zu Zerstörung der Parihaka-Siedlung und zur Verhaftung des Māori-Chiefs Te Whiti o Rongomai und vieler seiner Unterstützer führte. Motiviert durch den Ethnologen Stephenson Percy Smith und dem Linguisten Edward Robert Tregear begann Best, während er sich weiter als Farmarbeiter verdingte, die Kultur und die Geschichte der Māori zu studieren.
Ende 1883 verließ Best Neuseeland und ging für drei Jahre über eine Working-Holiday-Permit (Arbeitserlaubnis) in die Vereinigten Staaten, zunächst nach Hawaii und anschließend nach Kalifornien in die Sierra Nevada. Mit einer neuen Technik für Sägewerke im Gepäck kam er zurück nach Neuseeland und eröffnete zusammen mit seinem Bruder ein Sägewerk nahe Waikanae. Nachdem sich fünf Jahre später die Preise für Holz dramatisch nach unten bewegten, mussten sie ihr Werk wieder schließen.

## Karriere als Autor und Ethnograph
1891 erhielt Best eine Einladung von Percy Smith zur Diskussion über die Gründung einer Gesellschaft, die sich mit der Kultur und der Geschichte der Polynesier beschäftigen sollte. Er nahm die Einladung an und wurde im folgenden Jahr Gründungsmitglied der Polynesian Society.
Best bekam eine Anstellung beim Lands and Survey Department und wechselte 1895 in seiner Eigenschaft Officer in das neue gegründete Urewera Country. Dort realisierte er, dass der Iwi (Stamm) der Ngāi Tūhoe in ihrem Leben in der Abgeschiedenheit des Urewera-Gebietes mehr von ihrer ursprünglichen Kultur erhalten haben, als andere Stämme der Māori in Neuseeland. Er begann ihr überliefertes Wissen, ihre Mythen und ihre Geschichte aufzuzeichnen. Über sie entwickelte sich sein Interesse an der Māori-Kultur insgesamt.
Best's Karriere als Autor begann mit seiner ersten Veröffentlichung in der ersten Ausgabe des Journal of the Polynesian Society mit dem Titel: The Races of the Philippines (Die ethnischen Gruppen auf den Philippinen). Es folgten zahlreiche Artikel und Buchveröffentlichungen (siehe unten), in denen er sich mit der Geschichte, der Kultur, der Gesellschaft und den Mythen sowie dem religiösen Wirken der Māori beschäftigte und somit wertvolle und wichtigen Beiträge zum Verständnis ihrer Kultur lieferte.
1903 wechselte er in das Native Department und wurde 1905 Inspektor für Gesundheit und Hygiene für den Mataatua Māori Council District. Im Juli 1920 wechselte Best in das damalige Dominion Museum in Wellington und nahm eine Stelle an, die speziell für ihn für seine ethnologischen Arbeiten und Forschungen geschaffen wurde.
Nach dem Tod von Percy Smith im Jahr 1922, übernahm Best die Präsidentschaft der Polynesian Society für drei Jahre und wurde 1925 der Mitherausgeber des Journal of the Polynesian Society. 1923 übernahm er zusammen mit dem Māori-Politiker Apirana Ngata und dem Politiker und Anthropologe Te Rangi Hīroa den Sitz im Vorstand des Māori Ethnological Research Board. Zwischen 1912 und 1928 veröffentlichte er insgesamt zehn Bulletins (Dominion Museum Monograph) in seiner Eigenschaft als Forscher des Dominion Museums.

## Familie
Am 2. Dezember 1903 heiratete Elsdon Best die Lehrerin Mary Adelaide Wylie in Galatea, in dem Haus seines Schwiegervaters. Aus ihrer Ehe gingen keine Kinder hervor.
Elsdon Best verstarb am 9. September 1931 in der Barnard Street, Wadestown in Wellington und hinterließ neben seiner Frau, 25 Bücher und Schriften und über 50 Papiere seiner Studien über die Māori-Kultur.

## Auszeichnungen
- 1914, Hector Memorial Medal des New Zealand Institute.
- 1919, Fellow des New Zealand Institute

## Gedenken an Elsdon Best
Seit 1970 verleiht die Polynesien Society jährlich die Elsdon Best Memorial Medal (Gedächtnis-Medaille) für herausragende wissenschaftliche Arbeiten in Bezug auf die Māori Neuseelands.

## Werke

### Bücher
- Elsdon Best: The Maori. Volume I. Victoria University of Wellington, Wellington 1924 (englisch, 530 S., Online [abgerufen am 10. Juli 2017]).
- Elsdon Best: The Maori. Volume II. Wellington 1924 (englisch, Online [abgerufen am 10. Juli 2017] 1941 von der The Polynesian Society erneut herausgegeben, 637 Seiten).
- Elsdon Best: The Māori as he was. Brief Account of Maori Life as it was in Pre-European Days. Hrsg.: Dominion Museum. Wellington 1924 (englisch, Online [abgerufen am 10. Juli 2017] 2. Ausgabe, 1934, 280 Seiten). [8]

### Dominion Museum Bulletins
- Elsdon Best: The Stone Implements of the Maori. In: Dominion Museum Bulletin. No. 4. Wellington 1912 (englisch, Online [abgerufen am 10. Juli 2017] Nachdruck: A. R. Shearer, Government Printer, Wellington, 1974, 445 Seiten).
- Elsdon Best: Maori Storehouses and Kindred Structures. Houses, Platforms, Racks, and Pits Used for Storing Food, Etc. In: Dominion Museum Bulletin. No. 5. Wellington 1916 (englisch, Online [abgerufen am 10. Juli 2017] Nach seinem Tod herausgegeben, Nachdruck: A. R. Shearer, Government Printer, Wellington, 1974, 116 Seiten).
- Elsdon Best: The Pa Maori. An Account of the Fortified Villages of the Maori in the Pre-European and Modern Times; Illustrating Methods of Defence by Means of Ramparts, Fosses, Scarps and Stockades. No. 6. Wellington 1927 (englisch, Online [abgerufen am 10. Juli 2017] Nachdruck: 1975, 459 Seiten, und 1995 ISBN 0-909010-39-0).
- Elsdon Best: The Maori Canoe. In: Dominion Museum Bulletin. No. 7. Wellington 1925 (englisch, Online [abgerufen am 10. Juli 2017] Nachdruck: A. R. Shearer, Government Printer, Wellington, 1976, 452 Seiten).
- Elsdon Best: Games and Pastimes of the Maori. an account of various exercises, games and pastimes of the natives of New Zealand, as practised in former times: including some information concerning their vocal and instrumental music. In: Dominion Museum Bulletin. No. 8. Wellington 1925 (englisch, Nachdruck: A. R. Shearer, Government Printer, Wellington, 1976, 334 Seiten, letzter Nachdruck: Te Papa Press, 2005, ISBN 1877385026).
- Elsdon Best: Maori Agriculture. The Cultivated Food Plants of the Natives of New Zealand, with some Account of Native Methods of Agriculture, its Ritual and Origin Myths. In: Dominion Museum Bulletin. No. 9. Wellington 1925 (englisch, Online [abgerufen am 10. Juli 2017] Nachdruck: A. R. Shearer, Government Printer, Wellington, 1976, 315 Seiten).
- Elsdon Best: Maori Religion and Mythology Part 1. An Account of the Cosmogony, Anthropogeny, Religious Beliefs and Rites, Magic and Folk Lore of the Maori Folk of New Zealand. In: Dominion Museum Bulletin. No. 10. Wellington 1924 (englisch, Online [abgerufen am 10. Juli 2017] Nachdruck: A. R. Shearer, Government Printer, Wellington, 1976, 424 Seiten).
- Elsdon Best: Maori Religion and Mythology Part 2. An Account of the Cosmogony, Anthropogeny, Religious Beliefs and Rites, Magic and Folk Lore of the Maori Folk of New Zealand. In: Dominion Museum Bulletin. No. 11. Wellington 1924 (englisch, Online [abgerufen am 10. Juli 2017] Manuskript bearbeitet von Anne French, publiziert von A. R. Shearer, Government Printer, Wellington, 1982, 682 Seiten, ISBN 0-477-01093-8).
- Elsdon Best: Fishing Methods and Devices of the Maori. In: Dominion Museum Bulletin. No. 12. Wellington 1929 (englisch, Online [abgerufen am 10. Juli 2017] Nachdruck: E. C. Keating, Government Printer, Wellington, 1977, 264 Seiten).
- Elsdon Best: The Whare-kohanga (The "Nest House") and its Lore. Comprising Data Pertaining to Procreation, Baptism, and Infant Betrothal, &c.; Contributed by Members of the Ngati-Kahungunu Tribe of the North Island of New Zealand. In: Dominion Museum Bulletin. No. 13. Wellington 1929 (englisch, Nachdruck: E. C. Keating, Government Printer, Wellington, 1975, 93 Seiten).
- Elsdon Best: Forest Lore of the Maori. With Methods of Snaring, Trapping, and Preserving Birds and Rats, Uses of Berries, Roots, Fern-Root, and Forest Products, with Mythological Notes on Origins, Karakia used etc. In: Dominion Museum Bulletin. No. 14. Wellington 1942 (englisch, Online [abgerufen am 10. Juli 2017] Nach seinem Tod herausgegeben, Nachdruck: E. C. Keating, Government Printer, Wellington, 1977, 264 Seiten, erneut herausgegeben von Te Papa Press, 2005, ISBN 978-1-877385-01-8). [9][8]

### Dominion Museum Monographs
- Elsdon Best: Some Aspects of Maori Myth and Religion. In: Dominion Museum Monograph. No. 1. W. A. C. Skinner, Government Printer, Wellington 1922 (englisch, 189 S., Online [abgerufen am 10. Juli 2017]).
- Elsdon Best: Spiritual and Mental Concepts of the Maori. In: Dominion Museum Monograph. No. 2. Wellington 1922 (englisch, 43 S., Online [abgerufen am 10. Juli 2017]).
- Elsdon Best: Astronomical Knowledge of the Maori Genuine and Empirical. In: Dominion Museum Monograph. No. 3. W. A. C. Skinner, Government Printer, Wellington 1922 (englisch, 66 S., Online [abgerufen am 10. Juli 2017]).
- Elsdon Best: The Maori Division of Time. In: Dominion Museum Monograph. No. 4. Wellington 1922 (englisch, Online [abgerufen am 10. Juli 2017] Nachdruck: R. E. Owen, Government Printer, Wellington, 1959, 52 Seiten).
- Elsdon Best: Polynesian Voyages. The Maori as a Deep-sea Navigator, Explorer, and Colonizer. In: Dominion Museum Monograph. No. 5. W. A. C. Skinner, Government Printer, Wellington 1923 (englisch, 54 S., Online [abgerufen am 10. Juli 2017]).
- Elsdon Best: The Maori School of Learning. In: Dominion Museum Monograph. No. 6. Wellington 1923 (englisch). [9][8]

### Artikel im Journal of the Polynesian Society
- Elsdon Best: The Races of the Philippines. In: The Journal of the Polynesian Society. Volume 1, Nr. 1. Wellington 1892, S. 7–19 (englisch, Online [abgerufen am 10. Juli 2017]).
- Elsdon Best: Spiritual Concepts of the Maori Part I. In: The Journal of the Polynesian Society. Volume 9, Nr. 4(36). Wellington 1900, S. 173–199 (englisch).
- Elsdon Best: Spiritual Concepts of the Maori Part I. In: The Journal of the Polynesian Society. Volume 10, Nr. 1(37). Wellington 1901, S. 1–20 (englisch).
- Elsdon Best: Tuhoe, the children of the mist;. Being a sketch of the origin, history of the Tuhoe or Ure-Wera tribe of the Maoris of New Zealand, with some account of several of the original tribes of the Bay of Plenty District. In: The Journal of the Polynesian Society. Volume 22, Nr. 3(87). Wellington 1913, S. 149–165 (englisch, Online [abgerufen am 10. Juli 2017] 1972 von A. H. & A. W. Reed für die Polynesian Society publiziert).
- Elsdon Best: The Land of Tara and they who settled it. The story of the occupation of Te Whanga-nui-a-Tara (the great harbour of Tara) or Port Nicholson by the Maori. In: The Journal of the Polynesian Society. Volume 26, Nr. 4(104). Wellington 1917, S. 143–169 (englisch, Online [abgerufen am 10. Juli 2017]).

### Andere Fachzeitschriften
- Elsdon Best: Māori nomenclature: notes on the consanguineous, affinitative, personal, tribal, topographical, floral and ornithological nomenclature of the Māori race of New Zealand. In: Royal Anthropological Institute of Great Britain and Ireland (Hrsg.): Journal of the Anthropological Institute. Vol. XXXII, January-June. London 1902, S. 182–201 (englisch).
- Elsdon Best: The Maori Game of Mu-Torere. In: New Zealand Journal of Science and Technology. Volume 8, Nr. 3. Wellington 1026, S. 189–191 (englisch).

### Schriften
- Elsdon Best: Waikare-Moana, The Sea of Rippling Waters:. The Lake; The Land; The Legends. with a Tramp through Tuhohe Land. Hrsg.: The Hon. John McKenzie, Minister of Lands. Wellington 1897 (englisch, 66 S., Online [abgerufen am 10. Juli 2017]).